# Petra Klein
Petra Klein (* 14. Juni 1964 in Berlin) ist eine deutsche Journalistin, Moderatorin und Redakteurin. Bekannt ist sie vor allem für die Bühnenmoderation der regionalen Genussveranstaltung SWR1 Pfännle in Baden-Württemberg.

## Leben
Nach dem Abitur an den Friedrich-von-Bodelschwingh-Schulen in Bielefeld-Bethel im Jahr 1983 arbeitete Petra Klein beim Stadtfernsehen Bonn als Reporterin. 1984 war sie als Mitarbeiterin beim Start der live Hörfunk Agentur dabei. Nach Semestern an der Rheinischen Friedrich-Wilhelms-Universität Bonn machte sie 1986 ein Volontariat beim SDR und arbeitete dort anschließend als Moderatorin und Redakteurin. Von 1992 bis 1995 arbeitete Klein für den NDR und das ZDF (u. a. ZDF-Fernsehgarten), bevor sie 1995 wieder ganz zum SDR wechselte. Dort moderierte sie – bis zur Fusion 1998 von SDR und SWF – Sendungen wie SDR1 Aktuell.
Seit Juni 1986 ist Petra Klein beim Südwestrundfunk tätig. Dort moderiert sie seit 1998 verschiedene Sendungen in SWR1 Baden-Württemberg und seit 2015 regelmäßig SWR1 – Guten Morgen Baden-Württemberg.
Seit 1998 ist Klein für die Moderation der regionalen Genussveranstaltung SWR1 Pfännle in Baden-Württemberg zuständig. Sie moderierte zudem die SWR1 WetterTour, SWR1 FerienTour, das SWR1 Gipfelradio und verschiedene Großveranstaltungen des SWR wie Happy Birthday, Baden-Württemberg: SWR1 schenkt PUR im Jahr 2002.
Klein ist außerdem langjährige Moderatorin des DEHOGA Baden-Württemberg auf der Intergastra. Dort moderiert sie seit vielen Jahren Fachwettbewerbe sowie Talks mit prominenten Köchen und Gästen aus Politik und Showbusiness. Darüber hinaus moderierte sie von 2004 bis 2016 den Deutschen Rotweinpreis.
Lange Jahre war Petra Klein für die Moderation des DTB-Pokals und von Veranstaltungen im Rahmen der Landesturnfeste verantwortlich. Sie moderierte außerdem beim 1. Stuttgarter Stadionfest 2011 auf der SWR1 Bühne und war von 2009 bis 2017 als Stadionsprecherin bei Länderspielen für den DFB tätig, so auch bei der Fußball-WM der Frauen im Jahr 2011 in Deutschland. Im Rahmen von WM- und EM-Programmaktionen moderierte Klein gemeinsam mit Stefanie Anhalt Formate mit Promikickern wie Guido Buchwald. Als Sehbehinderten-Reporterin engagierte sie sich ehrenamtlich bei Heimspielen des VfB Stuttgart.
Ihre Schwerpunkte sind die Themenbereiche Genuss, Lebensmittel, Tourismus und Fußball.
Petra Klein wohnt in Fellbach und arbeitet in Stuttgart.

## Auszeichnungen
Petra Klein wurde 2010 mit dem Medienpreis des AMSEL-Förderkreises für ihren besonderen Einsatz für Multiple-Sklerose-Erkrankte geehrt.
2017 wurde Klein vom Ministerium für Ernährung, Ländlichen Raum und Verbraucherschutz Baden-Württemberg zur „Genussbotschafterin Baden-Württemberg“ in der Sonderkategorie „Medienbotschafter“ ernannt.
2023 erhielt sie die Auszeichnung zur „Remstälerin des Jahres“.